# The Call of the Simpsons
«The Call of the Simpsons» (укр. Поклик Сімпсонів) — сьома серія першого сезону мультсеріалу «Сімпсони», прем'єра якої відбулась 18 лютого 1990 року у США на телеканалі «FOX». У цьому епізоді Гомер купує автофургон, і Сімпсони вирушають на відпочинок у дику природу. Після того, як фургон випадково падає зі скелі, Сімпсони опиняються в лісі. Поки Барт і Гомер намагаються повернутися до цивілізації, Гомер вкривається багнюкою, і натураліст приймає його за снігову людину. Звістка про зустріч зі сніговою людиною швидко поширюється, і незабаром мисливці з'їжджаються, щоб схопити Гомера. Тим часом Меґґі розлучають із сім'єю, і про неї піклуються ведмеді.

## Сюжет
Коли до будинку Сімпсонів під'їжджає Нед Фландерс на новенькому автобудинку із супутниковою тарілкою, Гомер, із заздрощів, вирішує купити й собі будиночок на колесах, але ще кращий, ніж у Фландерса. Проте, Гомер має низький кредитний рейтинг і може дозволити собі лише старий, малий, напіврозвалений трейлер. Сімпсони вирушають відпочивати у дику природу.
На одній з позаміських доріг, Гомер звертає не в той бік і стрімголов мчить до провалля. За декілька секунд до того, як фургон впаде зі скелі, сім'я з нього вистрибує.
Сімпсони вирішують розділитися: Барт і Гомер йдуть кликати на допомогу, а Мардж з Лісою їх чекають (при цьому поділі всі забули про Меґґі, яку невдовзі забрали до себе ведмеді).
Гомер з Бартом купаються в річці, де гублять одяг та прикривають сороміцькі місця гілочками і брудом. При спробі впіймати здобич на Гомера нападає рій бджіл, він знаходить порятунок у калюжі бруду. Один з натуралістів сприймає брудного Гомера за єті, фотографує його і ліс наповнюється шукачами пригод та просто ентузіастами.
Лісу та Мардж знайшли місцеві рейнджери. Мардж впізнала в чудовиську свого чоловіка, що було не правильно сприйнято пресою. Гомер з Бартом, тиняючись лісом, зайшли в ту саму печеру, де була Меґґі. Вони втрьох продовжили далі ходити по лісу, допоки раптово не опинились біля того місця, де збирались мисливці на єті. Гомер був приспаний снодійним, але навіть його вміння говорити не переконало вчених в тому, що він — справжня людина. Спеціалісти одностайно вирішили, що Гомер або «недорозвинена людина, або геніальний звір»…

## Виробництво
Спочатку задумувалось, що Гомера викрадуть орли і виховуватимуть, як своє дитинча, але пізніше цей поворот сюжету було замінено на епізод Меґґі з ведмедями. Сцена, де Ліса з Мардж сидять біля вогнища планувалась бути довшою і мала включати в себе душевну розмову про хлопців. За оригінальним задумом, Гомер з Бартом не розмовляли, коли прикривали свої геніталії. Альберт Брукс озвучив Ковбоя Боба, продавця будинків на колесах. Він не хотів, щоб його ім'я асоціювалося з мультфільмом, тому як більшість зіркових гостей в перших сезонах, був підписаний в титрах просто А.Брукс.
Серія була сатирою на шукачів Бігфута, які виходили в ефір на каналі «FOX» під час написання сценарію.
Перша половина серії вважається краще намальованою, ніж друга. Багато ресурсів було витрачено на фони, намагаючись зробити їх реалістичними багатьма деталями спостереження, такими як дерева, скелі, паркани та спосіб розташування автомобілів.
У цій серії вперше з'являється Род Фландерс.

## Цікаві факти
- Назва серії — відсилання до книги Джека Лондона «Поклик предків» (англ. «The Call of the Wild»).
- Нед Фландерс купив трейлер «Бегемот», а Гомер, хотів придбати «Супербегемот» з вбудованою супутниковою тарілкою і власним супутником «OneStar-1».
- Музика, під яку Сімпсони їдуть у фургоні, нагадує мелодію з фільму «Звуки музики».
- Коли Мардж побачила фотографію Гомера, сприйнятого за снігову людину, вона сказала декілька фраз, які стали статтями в газеті «National Informer». Таким чином фотографія Гомера з'являлась під заголовками статей «Я овийшла за єті» (англ. «I married bigfoot»), «Дружина єті просить називати його Гомером» (англ. «Bigfoot's wife pleads: "Call him Homer!"»), «Дієта єті: більше свинячих реберець» (англ. «The Bigfoot diet: "Pork chops aplenty"»).
- У Гомера на пульті всього лише одна кнопка.
- Спеціально до цієї серії компанія «Burger King» виготовила фігурки з моделей сім'ї Сімпсонів на природі[2].
- Пісня, яка звучить, коли сім'я Сімпсонів подорожує до лісу, — це «The Happy Wanderer» (нім. «Der fröhliche Wanderer»)[4].